# Focke-Wulf Fw 62
Le Focke-Wulf Fw 62 était un prototype d'hydravion à flotteurs allemand de l'entre-deux-guerres. Conçu et produit par Focke-Wulf Flugzeugbau AG, il était destiné à servir au sein de la Kriegsmarine pour des missions de patrouille maritime. Seulement quatre exemplaires furent construits avant l'abandon du projet en faveur de l'Arado Ar 196.

## Développement
Le 7 avril 1936, le Reichsluftfahrtministerium (RLM), ministère allemand chargé de l'aviation, émit un appel d'offres pour un hydravion de reconnaissance afin de remplacer le Heinkel He 60, équipant depuis 1933 toutes les unités lourdes de la marine du Reich. L'appareil devait pouvoir être transportable sur la majeure partie des vaisseaux de surface de la Kriegsmarine, d'un poids maximum de 2,5 tonnes, utiliser le moteur BMW 132K de 945 ch et pouvoir être catapulté. Chaque projet d'appareil devait être proposé en configuration mono et bi-flotteur. Ce programme devait à terme permettre d'équiper la force navale allemande de près de 800 appareils de ce type.
Dans un premier temps, le constructeur Heinkel Flugzeugwerke et son sesquiplan He 114 eurent la faveur du ministère, mais ce modèle fut rapidement écarté après des essais de catapultage décevants. Entre-temps, plusieurs autres firmes allemandes répondirent avec des projets assez similaires de biplans : Gothaer Waggonfabrik, Dornier Flugzeugwerke et Focke-Wulf Flugzeugbau AG. Seule Arado Flugzeugwerke proposa un monoplan à aile basse.
Le 1er octobre 1936, le Technische Amt (département technique) du RLM commanda pour évaluation quatre exemplaires de l'Arado Ar 196, ainsi que quatre exemplaires du Focke-Wulf Fw 62 comme assurance en cas d'échec d'Arado. Le projet bimoteur P14-012 de Gotha fut éliminé, Dornier ne fut pas en mesure de terminer le développement de son projet à temps et Heinkel reçut une commande de quelques He 114 pour assurer l'intérim avant l'introduction du nouvel appareil.
Le premier Fw 62 de la série (Fw 62 V1, no 2062), en configuration double flotteurs catamaran, vola pour la première fois au printemps 1937 sous l'immatriculation civile D-OFWF. Il fut rapidement suivi du Fw 62 V2 (n° de série 2063), immatriculé D-OKDU, utilisant la même configuration, tandis que les Fw 62 V3 (n° de série 2064, D-OHGF) et Fw 62 V4 (n° de série 2065, D-OMCR) étaient construits avec un flotteur central sous le fuselage et des ballonnets stabilisateurs sous l'aile inférieure.
Durant l'été 1937, les Fw 62 furent fournis au Technische Amt pour essai en soufflerie au Aerodynamische Versuchsanstalt (Institut de recherche en aérodynamique) de Göttingen, et des essais en vol à la base d'hydravions de Travemünde. Bien que les caractéristiques et performances du Fw 62 soient conformes au cahier des charges, la modernité (monoplan à aile basse entièrement métallique) de l'Ar 196 eut raison du projet de Focke-Wulf. Néanmoins, les Fw 62 présentaient des améliorations techniques, comme le système d'amortissement au niveau des flotteurs réduisant les contraintes structurelles, qui firent que les tests durèrent même après l'abandon du programme ,

## Conception
Le bureau d'études de Focke-Wulf sous la direction de Kurt Tank, proposait un appareil relativement conventionnel. Le Fw 62 était un biplan à cockpits ouverts en tandem, de structure mixte. Le fuselage, de section ovale, était constitué de tubes d'acier soudés recouvert de plaques de tôle pour la partie avant, en arrière du moteur, et de toile pour la partie arrière. L'empennage était cruciforme et caractérisé par de larges plans horizontaux.
Les ailes supérieure et inférieure, de taille identiques, étaient entièrement métalliques, seules les surfaces de contrôle (volets et ailerons) étaient entoilées. Les ailes pouvaient être repliées pour faciliter le transport sur un bateau. Le plan supérieur était caractérisé par un évidemment central pour faciliter l'accès au poste de pilotage et le plan inférieur était légèrement décalé vers la queue. Les deux plans étaient reliés par un ensemble de haubans et de montants en forme de "N" en acier. L'aile supérieure était aussi reliée au fuselage tandis que l'inférieure était reliée aux flotteurs.
La propulsion était assurée par un moteur en étoile BMW 132K de neuf cylindres à refroidissement par air, capable de délivrer près de 945 ch au décollage. Le moteur était placé sous un capot caréné et entraînait une hélice bipale à pas réglable.
Côté équipement, tout était réduit au minimum afin d'assurer la légèreté de l'ensemble. L'armement était constitué d'une mitrailleuse MG 15 servie par l'observateur en place arrière, et de la possibilité d'emport de quatre bombes de 50 kg type SC50 sous le plan inférieur.
Que ce soit la version deux flotteurs principaux catamaran ou la version à flotteur central et ballonnets stabilisateurs sous les ailes, un système d'amortisseurs oléopneumatiques, fixés sur les jambes, permettait de limiter les contraintes sur les flotteurs au moment des amerrissages et des décollages.